# Leonard D. Holder Jr.

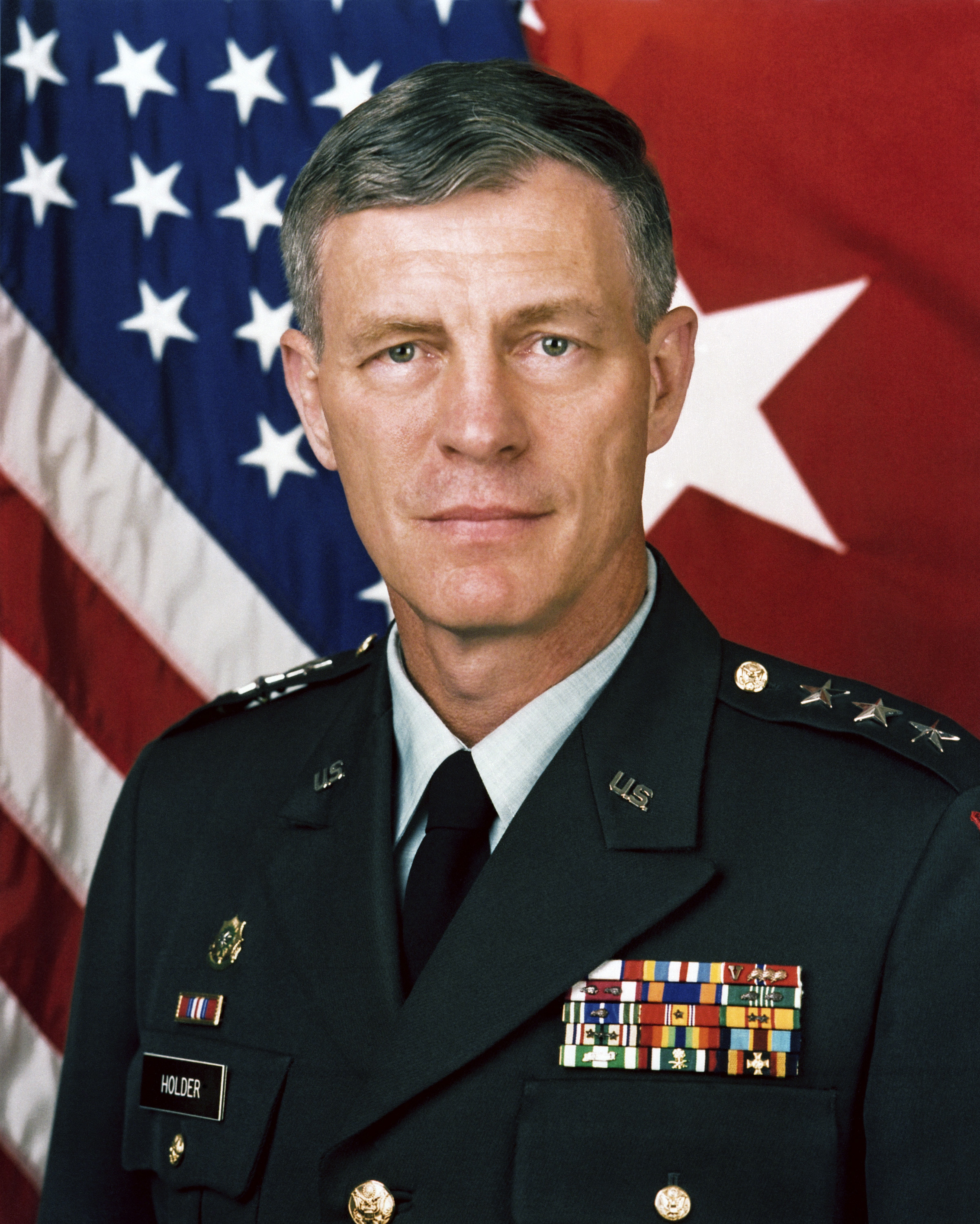
Leonard D. Holder Jr. (1997)

Leonard Donald Holder Jr.  (* 19. Januar 1944 in San Antonio, Bexar County, Texas) ist ein pensionierter Generalleutnant der United States Army. Er war unter anderem Kommandeur der 3. Infanteriedivision.
Über das ROTC-Programm der Texas A&M University gelangte Leonard Holder im Jahr 1966 als Leutnant in das Offizierskorps des US-Heeres. In der Armee durchlief er anschließend alle Offiziersränge vom Leutnant bis zum Drei-Sterne-General.
Im Lauf seiner militärischen Karriere absolvierte er verschiedene Kurse und Schulungen. Dazu gehörten unter anderem der Armor Officer Basic Course, ein Geschichtsstudium an der Harvard University, das Command and General Staff College und die School of Advanced Military Studies.
In seinen jüngeren Jahren absolvierte er den für Offiziere in den niederen Rangstufen üblichen Dienst in verschiedenen Einheiten und Standorten. Nachdem er in Fort Knox den Armor Offices Basic Course absolviert hatte, wurde er nach Deutschland zum 2. Panzerregiment versetzt, mit dem er an der damaligen innerdeutschen Grenze stationiert war. Anschließend war er als Kommandeur einer Schwadron im Vietnamkrieg eingesetzt.
Im Verlauf der 1970er Jahre studierte Holder unter anderem an der Harvard University und am Command and General Staff College. Zwischenzeitlich war er Dozent an der  United States Military Academy in West Point. Nach einer weiteren Versetzung nach Deutschland wurde er in Fort Leavenworth mit der Abfassung eines militärischen Handbuchs beauftragt, das unter dem Namen AirLandBattle herauskam. Anschließend erhielt er das Kommando über das in Fort Bliss stationierte 3. Panzerregiment. Danach studierte er an der School of Advanced Military Studies. Im Jahr 1987 war er für einige Zeit Direktor dieser Schule.
Es folgte eine erneute Versetzung nach Deutschland, wo er das Kommando über das 2. Panzerregiment erhielt, mit dem er bald darauf nach Saudi-Arabien verlegt wurde um am Zweiten Golfkrieg teilzunehmen. Daran schloss sich eine Versetzung zum Stab der Central Army Group an, wo er deren Stabsabteilung G4 (Nachschub und Logistik) leitete. Von 1993 bis 1995 kommandierte Holder die 3. Infanteriedivision, deren Hauptquartier sich in Würzburg befand. Die 3. Brigade der Division wurde 1993 zur Friedenssicherung am Golf eingesetzt. Damals war Holder auch an verschiedenen Friedensmissionen unter anderem in den Balkanstaaten beteiligt.
Am 19. Juli 1995 erhielt Leonard Holder das Kommando über das Command and General Staff College in Fort Leavenworth, das er bis zum 7. August 1997 innehatte. Anschließend schied er aus dem aktiven Militärdienst aus.
Auch nach seiner Pensionierung blieb Holder dem Militär verbunden. Zeitweise hielt er Vorträge an kanadischen Militärschulen und gehörte dem Vorstand des Flugzeugbauers Northrop Corporation an.  

## Orden und Auszeichnungen
Leonard Holder erhielt im Lauf seiner militärischen Laufbahn unter anderem folgende Auszeichnungen:
- Army Distinguished Service Medal
- Defense Superior Service Medal
- Bronze Star Medal
- Deutsches Ehrenkreuz
- Russian Medal for Military Excellence (Russland)